# 太空超人：啟示錄
《太空超人：啟示錄》（英語：Masters of the Universe: Revelation）是一部美國超級英雄科幻串流媒體動畫影集，以及Filmation電視動畫《太空超人》（1983年至1985年）的續集，主要講述前作尚未講完的故事情節，同時帶回原有的經典人物。劇集由凱文·史密斯開發，動力房動畫工作室製作。最初在2019年的神力展（Power-Con）上宣布，團隊發表了該劇集的前導、預告海報和一則簡短的故事大綱。

## 角色
- 克里斯·伍德聲演太空超人
- 馬克·漢米爾聲演骷髏王（英语：Skeletor）
- 莎拉·蜜雪兒·吉蘭聲演泰拉（英语：Teela）
- 利亚姆·坎宁安聲演鄧肯隊長（Man-At-Arms）
- 琳娜·海蒂聲演邪惡琳（英语：Evil-Lyn）
- 狄爾里奇·巴德聲演蘭多國王（英语：King Randor）和鯊魚嘴（Trap Jaw）
- 艾莉西亞·席薇史東聲演瑪琳娜皇后（Queen Marlena）
- 斯蒂芬·魯特聲演戰虎（英语：Battle Cat）
- 葛里芬·紐曼（英语：Griffin Newman）聲演小精靈（英语：Orko (character)）
- 蘇珊·艾森柏格（英语：Susan Eisenberg）聲演葛雷堡的女巫（英语：Sorceress of Castle Grayskull）
- 凯文·迈克尔·理查森聲演獸人（英语：Beast Man）
- 凯文·康罗伊聲演魚人（Mer-Man）
- 亨利·羅林斯聲演千里眼（Tri-Klops）
- 傑森·繆斯聲演臭鼬人（英语：Stinkor）
- 艾倫·奧本海默（英语：Alan Oppenheimer）聲演青苔人（英语：Moss-Man）
- 賈斯汀·隆聲演羅伯圖（英语：Roboto (character)）
- 托尼·托德聲演夜光骷髏王（Scare Glow）
- 菲爾·拉瑪聲演古代英雄（He-Ro）
- 克莉·桑默（英语：Cree Summer）聲演女祭司（Priestess）
- 哈莉·奎茵·史密斯聲演伊蓮娜（Illena）
- 蒂芙妮·史密斯（Tiffany Smith）聲演安德拉（Andra）
- 丹尼斯·赫柏特聲演葛雷堡王（英语：King Grayskull）
- 亞當·吉福德（Adam Gifford）聲演維京（Vikor）
- 傑伊·塔瓦雷（英语：Jay Tavare）聲演華德（Wundar）

## 集數
| 季數 | 集数 | 集数 | 上線日期       | 上線日期       |
| ---- | ---- | ---- | -------------- | -------------- |
| 1    | 10   | 5    | 2021年7月23日  | 2021年7月23日  |
| 1    | 10   | 5    | 2021年11月23日 | 2021年11月23日 |
| 2    | 待定 | 待定 | 2024年1月25日  | 2024年1月25日  |

### 第一季：啟示錄（2021年）
| 第1部 |    |                          |                              |                              |                |
| 1     | 1  | 葛雷堡的力量             | 亞當·康納羅、派翠克·史坦納德 | 凱文·史密斯                  | 2021年7月23日  |
| 2     | 2  | 有毒的聖杯               | 亞當·康納羅、派翠克·史坦納德 | 迪亞·米甚拉                  | 2021年7月23日  |
| 3     | 3  | 伊特尼亞星的頭號危險人物 | 亞當·康納羅、派翠克·史坦納德 | 馬克·伯納丁                  | 2021年7月23日  |
| 4     | 4  | 亡靈之境                 | 亞當·康納羅、派翠克·史坦納德 | 提姆·謝里丹                  | 2021年7月23日  |
| 5     | 5  | 匠舖不離森林             | 亞當·康納羅、派翠克·史坦納德 | 艾瑞克·卡拉斯科              | 2021年7月23日  |
| 第2部 |    |                          |                              |                              |                |
| 6     | 6  | 一分為二                 | 亞當·康納羅、派翠克·史坦納德 | 艾瑞克·卡拉斯科、凱文·史密斯 | 2021年11月23日 |
| 7     | 7  | 理智與血脈               | 亞當·康納羅、派翠克·史坦納德 | 提姆·謝里丹                  | 2021年11月23日 |
| 8     | 8  | 臭水溝的老鼠             | 亞當·康納羅、派翠克·史坦納德 | 迪亞·米甚拉                  | 2021年11月23日 |
| 9     | 9  | 希望的終點站             | 亞當·康納羅、派翠克·史坦納德 | 提姆·謝里丹                  | 2021年11月23日 |
| 10    | 10 | 勝利的果實               | 亞當·康納羅、派翠克·史坦納德 | 艾瑞克·卡拉斯科              | 2021年11月23日 |

### 第二季：革命（2024年）
| 總集數 | 集數 （季） | 標題                       | 導演                         | 編劇        | 上線日期      |
| ------ | ----------- | -------------------------- | ---------------------------- | ----------- | ------------- |
| 11     | 1           | 國王亦然                   | 亞當·康納羅、派翠克·史坦納德 | 凱文·史密斯 | 2024年1月25日 |
| 12     | 2           | 上位                       | 亞當·康納羅、派翠克·史坦納德 | 提姆·謝里丹 | 2024年1月25日 |
| 13     | 3           | 風波不斷的天堂及伊特尼亞星 | 亞當·康納羅、派翠克·史坦納德 | 迪亞·米甚拉 | 2024年1月25日 |
| 14     | 4           | 戰禍                       | 亞當·康納羅、派翠克·史坦納德 | 提姆·謝里丹 | 2024年1月25日 |
| 15     | 5           | 權杖與寶劍                 | 亞當·康納羅、派翠克·史坦納德 | 凱文·史密斯 | 2024年1月25日 |

## 發行
《太空超人：啟示錄》分為上下兩部發行，首部於2021年7月23日首播。

## 外部連結
- 互联网电影数据库（IMDb）上《太空超人：啟示錄》的资料（英文）